# رقباء
الرقباء (الاسم العلمي: Athyma)، جنس فراشات من فصيلة الحورائيات. موطنها من التبت إلى جزر سليمان، لكنها لا توجد في غينيا الجديدة أو أستراليا.